# 桑野站
桑野站（日语：／ Kuwano eki */?）是位於日本德島縣阿南市桑野町，隸屬於四國旅客鐵道（JR四國）的鐵路車站。車站編號為M15。本站停靠所有等級列車，但根據2009年德島縣政府所做的乘客統計，本站的每日乘客量比鄰近並不是特急全停的車站還要少。因此2010年9月1日起，JR四國把本站的站員撤去，並改為業務委託站。

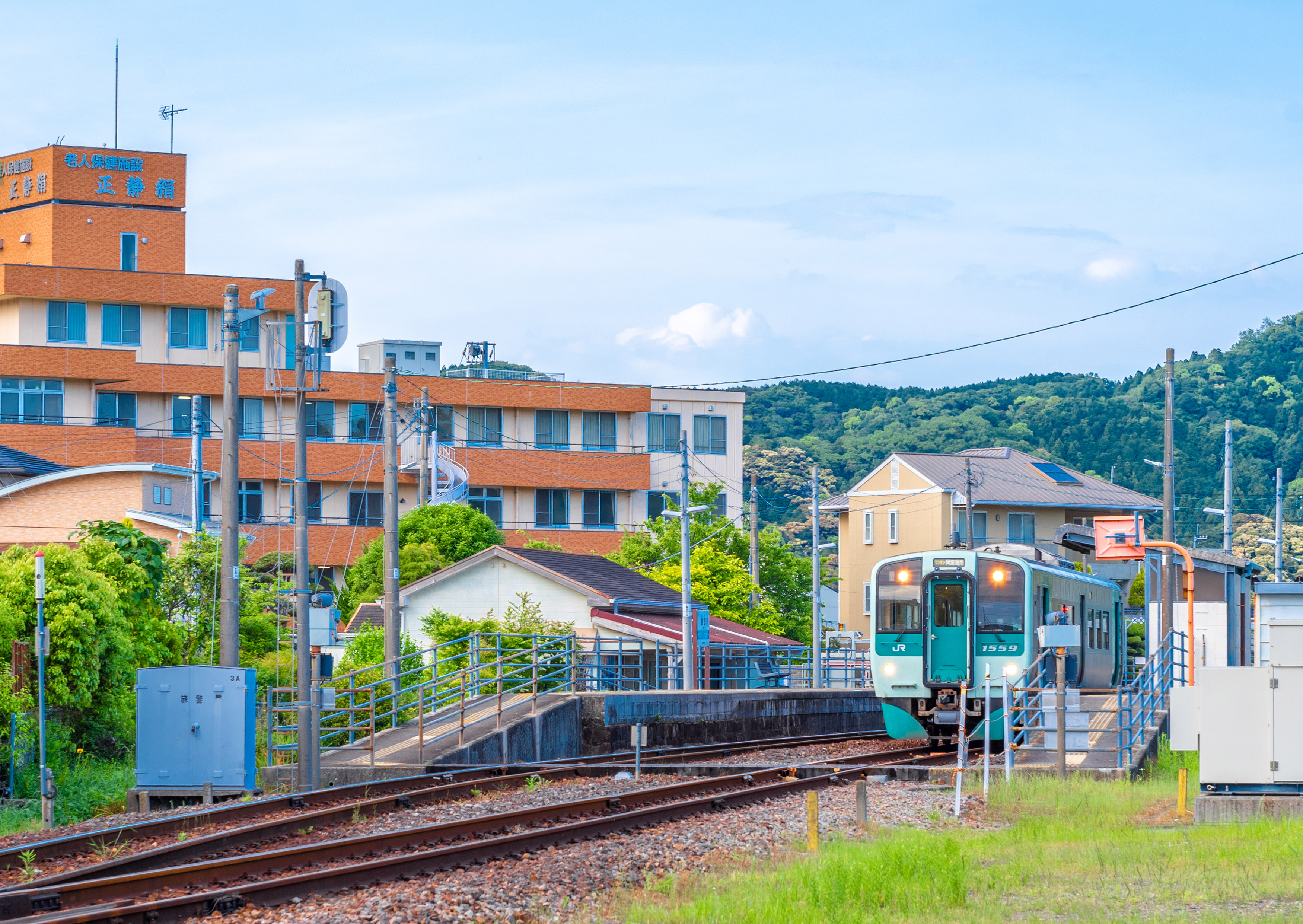
月台遠景(2022年5月)

早上有2班普通列車會由本站開出。

## 車站結構
本站的站房為木製單層站房，站內設有原站務室及候車大廳，無人化後站務室長期處於封閉狀態。站內設有2座側式月台，其中靠近站房側為1號月台，但並不與站房相連。乘客通過驗票閘口後須沿旁邊的斜道前往1號月台，或沿1號月台向牟岐方向行至末端，再沿平交道往對面2號月台候車。月台有效長度為4輛，2號月台設有蓋候車亭，但1號月台為全露天月台。
1號月台旁向阿南站方向設有道岔，引往月台旁邊的側線，是過去的貨卡停泊處，現時留作保線用途。

### 月台配置
| 月台 | 路線    | 方向 | 目的地             | 備註                 |
| ---- | ------- | ---- | ------------------ | -------------------- |
| 1    | ■牟岐線 | 上行 | 德島方向           |                      |
| 2    | ■牟岐線 | 上行 | 德島方向           | 由本站始發的普通列車 |
| 2    | ■牟岐線 | 下行 | 牟岐、阿波海南方向 |                      |

## 歷史
- 1937年6月27日：開業。
- 1987年4月1日：日本國鐵分割民營化，車站的營運由JR四國繼承。
- 2001年10月1日：特急列車全停站。
- 2010年9月1日：無人化，業務委託化。

## 相鄰車站
四國旅客鐵道（JR四國）
■牟岐線
■普通
阿波橘（M14）－桑野（M15）－新野（M16）

## 外部連結
- JR四國桑野站 （页面存档备份，存于）